# Usuli
Usuli (arabiska: اصولیون) är en av de två huvudgrenarna som bildats inom den shiitiska rättsskolan jafari, och akhbari-skolan är den andra huvudgrenen. Enligt usuli-skolan ska alla troende välja en senior mujtahid som sin personliga guide och marja' al-taqlid. Usuli-skolan förespråkar prästerlig medling och tolkning, medan akhbari-skolan anser att de heliga texterna förser individuella troende med tillräcklig vägledning. Usuli översätts ibland till rationalist och akhbari till traditionist. Konflikten mellan de två skolorna var som störst under 1600-talet och början på 1800-talet. Usuli-skolan är större än akhbari-skolan, och usuli-skolan har det mer liberala rättsliga perspektivet och använder en förordning av tolkning för att nå rättsliga beslut.